# Sebaea
Sebaea är ett släkte av gentianaväxter. Sebaea ingår i familjen gentianaväxter.

## Dottertaxa tillSebaea, i alfabetisk ordning[1]
- Sebaea africana
- Sebaea albens
- Sebaea albidiflora
- Sebaea ambigua
- Sebaea amicorum
- Sebaea aurea
- Sebaea bojeri
- Sebaea brachyphylla
- Sebaea brevicaulis
- Sebaea capitata
- Sebaea compacta
- Sebaea elongata
- Sebaea erosa
- Sebaea exacoides
- Sebaea exigua
- Sebaea filiformis
- Sebaea fourcadei
- Sebaea grisebachiana
- Sebaea hymenosepala
- Sebaea junodii
- Sebaea laxa
- Sebaea leiostyla
- Sebaea longicaulis
- Sebaea luteoalba
- Sebaea macrophylla
- Sebaea marlothii
- Sebaea membranacea
- Sebaea micrantha
- Sebaea microphylla
- Sebaea minutiflora
- Sebaea minutissima
- Sebaea monantha
- Sebaea ovata
- Sebaea pentandra
- Sebaea pleurostigmatosa
- Sebaea procumbens
- Sebaea pusilla
- Sebaea radiata
- Sebaea ramosissima
- Sebaea rara
- Sebaea rehmannii
- Sebaea repens
- Sebaea scabra
- Sebaea schlechteri
- Sebaea sedoides
- Sebaea spathulata
- Sebaea stricta
- Sebaea sulphurea
- Sebaea thodeana
- Sebaea zeyheri